# Театри Киргизстану
Список театрів Киргизстану подає єдиним переліком існуючі на теперішній час (поч. 2010 року) театри Киргизстану згідно з чинним адміністративним поділом країни (окремо на початку подано столичні, бішкецькі). Практично всі театри Киргизстану є державними, у країні діє адміністративно-територіальний принцип функціонування закладів культури, за яким вони створюються й діють у більшості значних центрів адміністративно-територіальних одиниць.
Загалом у теперішній час (2-а пол. 2000-х років) у Киргизькій Республіці театр і театральні заклади є доволі розвинутими — у державі працюють 1 оперний театр, 9 драматичних і 6 музично-драматичних, в тому числі 1 комедійний, театри, а також 2 лялькових театри та 1 театр юного глядача.
У 2008 році свій перший сезон відкрив Таласький обласний музично-драматичний театр, хоча будівлі театру на той час ще не було, і молоді актори принаймні 2 роки мають виступати на сцені Таласького міського Будинку культури, а репетиції для прем'єрного показу проводили в Бішкеку на сцені Киргизького драматичного театру.
Ошський Державний академічний узбецький музично — драматичний театр імені Бабура рос. Ошский Государственный академический узбекский музыкально-драматический театр имени Бабура), (узб. Бобур номли Ўш Давлат академик ўзбек мусиқали драма театри) — театр міста Ош, найстаріший професійний театр Киргизстану, другий найстаріший театр в Центральній Азії.
У 1914 році під керівництвом Рахмонберді Мадазімова разом з вчителями російсько-тубільної школи міста Ош був заснований театральний гурток. У 1918 році під керівництвом Рахмонберді Мадазімова разом з іншими освіченими діячами та вчителями Ошского повіту Іброхімом Мусабоевим, Бекназаров Назаровим, Журахоном Зайнобіддіновим, Назірханом Камоловим, А.Саідовим, А.Ешонхоновим, Абдукодіром Ісхоковим, Ісроілжоном Ісмоіловим, Жалил Собітовим вперше в Киргизстані був заснований самодіяльний театральний гурток на базі концертної бригади при Реввоєнраді Туркестанського фронту з місцевих мусульманських акторів. Перший художній керівник театральної трупи Мадазімов Рахмонберді був першим засновником і організатором театрального руху в Киргизстані. У 1919 році гурток сформувався в драматичну трупу. Ця трупа послужила не тільки розвитку театрального мистецтва, а й розвитку професійного музичного мистецтва на півдні Киргизстану. У репертуарі трупи, крім театральних постановок були численні концертні програми, також здійснювалася обробка народних мелодій для музичного супроводу вистав, що сприяло становленню музикантів-професіоналів. Надалі ця трупа стала основою для створення Ошского узбецького академічного музично-драматичного театру імені Бобура.
Театр імені Бабура в місті Ош є одним з найстаріших театрів в Центральній Азії, після Ташкентського Великого театру імені Алішера Навої.

## Бішкек
- Киргизький Національний академічний театр опери та балету імені А. Малдибаєва;
- Киргизький Національний академічний драматичний театр імені Т. Абдимомунова;
- Державний академічний російський театр драми імені Ч. Айтматова;
- Киргизький державний театр молоді та юного глядача імені Б. Кидикеєвої;
- Киргизький державний театр ляльок імені М. Джангазієва;
- Бішкецький міський драматичний театр імені А. Омуралієва;
- Молодіжний театр «Тунгуч»
- Телетеатр «Учур».

## Баткенська область

### Баткен
- Баткенський музично-драматичний театр

## Джалал-Абадська область

### Джалал-Абад
- Джалал-Абадський обласний драматичний театр імені Барпи

## Іссик-Кульська область

### Каракол
- Іссик-кульський обласний музично-драматичний театр імені К. Джантошева

## Наринська область

### Нарин
- Наринський обласний музично-драматичний театр імені М. Рискулова

### Кочкор
- Кочкорський музично-драматичний театр

### Чаєк
- Джумгальський молодіжний театр

## Ошська область

### Ош
- Ошський Державний академічний узбецький музично - драматичний театр імені Бабура
- Ошський обласний Киргизький драматичний театр імені С. Ібраїмова;
- Ошський обласний театр ляльок

### Гульча
- Алайський музично-драматичний театр

## Таласька область

### Талас
- Таласький обласний музично-драматичний театр

## Чуйська область

### Токмак
- Чуйський обласний театр комедії імені Ш. Термечикова

## Джерело-посилання
- Театр (Киргизстану) [Архівовано 26 травня 2010 у Wayback Machine.] на www.welcome.kg (вебресурс «Ласкаво просимо до Киргистану»), про країну, її історію, культуру, минуле та сьогодення [Архівовано 19 квітня 2010 у Wayback Machine.] (рос.)
- Ош найстаріший театр республіки відзначив своє 95-річчя
- У Киргизстані Ошської узбецькому театру музичної драми 95 років [Архівовано 25 квітня 2016 у Wayback Machine.]
- Ошский академічний узбецький музично-драматичний театр імені Бабура 29 листопада відзначить своє 95-річчя [Архівовано 26 серпня 2018 у Wayback Machine.]
- У Ошском театрі імені Бабура за 95-річний період роботи поставлено близько 600 вистав [Архівовано 26 серпня 2018 у Wayback Machine.]
- Открылся 97-сезон театра [Архівовано 1 травня 2018 у Wayback Machine.]